# Santa Barbara County
Santa Barbara County je okres ve státě Kalifornie v USA. K roku 2010 zde žilo 423 895 obyvatel. Správním městem okresu je Santa Barbara. Na severu sousedí se San Luis Obispo County a na jihu je Tichý oceán.